# Raimbeaucourt
Raimbeaucourt là một xã ở trong tỉnh Nord ở miền bắc nước Pháp. Xã này có diện tích 11,08kilômét vuông, dân số năm 1999 là 4335 người. Xã nằm ở khu vực có độ cao trung bình 40 mét trên mực nước biển.